# 阿绍特陶洛姆
阿绍特陶洛姆，是匈牙利琼格拉德州所辖的一个村。总面积122.54平方公里，总人口4052，人口密度33.1人/平方公里（2011年1月1日）。